# Día de la Solidaridad con Cachemira
El Día de la Solidaridad con Cachemira (en urdu: یوم یکجہتی کشمیر) o Día de Cachemira es una fiesta nacional que se celebra en Pakistán cada 5 de febrero. Se celebra para mostrar el apoyo y la unidad de Pakistán con el pueblo de Jammu y Cachemira administrado por la India y los esfuerzos de los separatistas cachemires por separarse de la India, y para rendir homenaje a los cachemires que han muerto en el conflicto. Las manifestaciones de solidaridad se celebran en el territorio de Azad Cachemira administrado por Pakistán, en Pakistán y por los cachemires mirpuri en el Reino Unido.
El Día de Cachemira fue propuesto por primera vez por Qazi Hussain Ahmad, del Jamaat-e-Islami de Pakistán, en 1990 y apoyado por Nawaz Sharif. La conmemoración actual fue iniciada por el ministro paquistaní de Asuntos de Cachemira y Zonas del Norte en 2004.

## Ceremonia

### Oficial
2017: ISPR pagó tributo por lanzar un vídeo oficial Sangbaaz.
2019: En Pakistán, silencio de un minutos estuvo observado para pagar homenaje a mártires de indios-administrados Jammu y Kashmir.
Pakistani Pesident Arif Alvi Dirigió una sesión en AJK asamblea legislativa y reunión de gabinete federal atendida que levanta ocho demandas del Gobierno de India.
Presidente Alvi también señalado a informe de hallazgo de hecho de ONU que documenta alegó vulneración de derechos humanos.

### Público
2019: Jamaat-e-Islami, Aiwan-e-Karkunan-e-Tehreek-e-Pakistán, Jamiat Ulema-i-Islam y otros rally organizado en diferente Pakistani ciudades.

## Kashmir Conmemoración de día
Cada año, las personas en varios países participan en Kashmir Día. Sus puntos destacados de participación emite afrontados por Kashmiris, su causa de raíz y su solución posible.

### Reino Unido
En 2017, Jammu y Kashmir Movimiento de Autodeterminación Internacional y el Pakistán la comisión Alta organizó una conferencia en el Parlamento británico, el cual estuvo atendido por veinte parliamentarians pertenencia al Todo-Partido Grupo Parlamentario en Kashmir. Después de haber prometido para aguantar una consulta parlamentaria a las vulneraciones de derechos humanos en Jammu y Kashmir, el grupo liberó un informe en octubre de 2018, incluyendo un número de recomendaciones para India para aliviar los sufrimientos de Kashmiris.

### Australia
En Australia, Kashmir Consejo de Solidaridad - Capítulo de Australia organizó seminarios y exposiciones de cuadro que destacan Kashmir asunto. Pida dirigentes mundiales para venir adelante y solucionar este asunto.